# Copa Asociación de Baloncesto Femenino 1988
La Copa Asociación de Baloncesto Femenino 1988 corresponde a la 2ª edición de dicho torneo. Se celebró entre el 27 de marzo y el 10 de abril de 1988 en Madrid.
La disputan todos los equipos de Primera División Femenina excepto los 4 semifinalistas de las eliminatorias por el título. Los cuartos de final se juegan a ida y vuelta. Los cuatro últimos equipos clasificados disputan una final a 4, que se juega a un solo partido en campo neutral. El ganador adquiere el derecho a jugar la Copa Ronchetti 1988-89.

## Cuartos de final
Los partidos de ida se jugaron el 26 y 27 de marzo y los de vuelta el 31 de marzo y el 1 de abril.
| Equipo 1                 | Agr.    | Equipo 2            | Ida   | Vuelta |
| ------------------------ | ------- | ------------------- | ----- | ------ |
| Arjeriz Xuncas           | 154–138 | R. C. Celta de Vigo | 75–73 | 79–65  |
| Natural Cusí – El Masnou | 177–115 | Caixa Valencia      | 96–54 | 81–61  |
| Font Vella               | 183–168 | Valvi Adepaf        | 86–77 | 97–91  |
| Jesuitinas Segovia       | 118–159 | Canoe N. C.         | 65–76 | 53–83  |

## Fase final
Los partidos de semifinales se jugaron el 9 de abril y la final el 10 de abril, todos los partidos en Madrid.
|  | Semifinales              | Semifinales              | Semifinales              | Semifinales              | Semifinales              | Semifinales              |                |                | Final          | Final          | Final          | Final | Final | Final |
|  |                          |                          |                          |                          |                          |                          |                |                |                |                |                |       |       |       |
|  |                          |                          |                          |                          |                          |                          |                |                |                |                |                |       |       |       |
|  |                          |                          |                          |                          |                          |                          |                |                |                |                |                |       |       |       |
|  | Font Vella               | Font Vella               | Font Vella               | Font Vella               | Font Vella               | 78                       |                |                |                |                |                |       |       |       |
|  | Font Vella               | Font Vella               | Font Vella               | Font Vella               | Font Vella               | 78                       |                |                |                |                |                |       |       |       |
|  | Arjeriz Xuncas           | Arjeriz Xuncas           | Arjeriz Xuncas           | Arjeriz Xuncas           | Arjeriz Xuncas           | 83                       |                |                |                |                |                |       |       |       |
|  | Arjeriz Xuncas           | Arjeriz Xuncas           | Arjeriz Xuncas           | Arjeriz Xuncas           | Arjeriz Xuncas           | 83                       | Arjeriz Xuncas | Arjeriz Xuncas | Arjeriz Xuncas | Arjeriz Xuncas | Arjeriz Xuncas | 66    |       |       |
|  |                          |                          |                          |                          |                          |                          | Arjeriz Xuncas | Arjeriz Xuncas | Arjeriz Xuncas | Arjeriz Xuncas | Arjeriz Xuncas | 66    |       |       |
|  |                          | Natural Cusí – El Masnou | Natural Cusí – El Masnou | Natural Cusí – El Masnou | Natural Cusí – El Masnou | Natural Cusí – El Masnou | 68             |                |                |                |                |       |       |       |
|  | Canoe N. C.              | Canoe N. C.              | Canoe N. C.              | Canoe N. C.              | Canoe N. C.              | Natural Cusí – El Masnou | 68             | 58             |                |                |                |       |       |       |
|  | Canoe N. C.              | Canoe N. C.              | Canoe N. C.              | Canoe N. C.              | Canoe N. C.              |                          |                |                |                |                |                |       |       |       |
|  | Natural Cusí – El Masnou | Natural Cusí – El Masnou | Natural Cusí – El Masnou | Natural Cusí – El Masnou | Natural Cusí – El Masnou | 63                       |                |                |                |                |                |       |       |       |
|  | Natural Cusí – El Masnou | Natural Cusí – El Masnou | Natural Cusí – El Masnou | Natural Cusí – El Masnou | Natural Cusí – El Masnou | 63                       |                |                |                |                |                |       |       |       |

### Final
| 10 de abril de 1988 | Arjeriz Xuncas       | 66–68       | Natural Cusí – El Masnou |                                                   |  |
|                     |                      |             |                          |                                                   |  |
|                     | Estadísticas Gwyn 24 | Reporte Pts | Estadísticas Johnson 20  | Pabellón: Madrid Árbitros: Martín Alonso, Redondo |  |

| Ganadoras de la Copa Asociación 1988 |
| ------------------------------------ |
| Natural Cusí – El Masnou 1º título   |